# Panel de investigación
Un panel (de investigación) es una técnica de investigación de mercados cuantitativa que obtiene información periódica de una muestra de población. La muestra está formada por personas (físicas o jurídicas) que colaboran libre y voluntariamente en el estudio; se comprometen a permanecer en el panel durante un tiempo mínimo (variable según el tipo de panel de que se trate).
El vocablo «panel» proviene del inglés. En el contexto de la investigación de mercados, tiene el sentido que ofrece el Diccionario de la lengua española de:

Grupo de personas seleccionado para tratar en público un asunto.

La muestra seleccionada para participar en un estudio de mercado tipo «panel» responde a un perfil establecido previamente. Los paneles más frecuentes son de consumidores o de minoristas. También existen paneles de expertos en temas científicos y tecnológicos, que no se consideran paneles de investigación de mercados.

## Tipos de paneles
Por su naturaleza, se pueden clasificar 3 tipos de paneles de investigación:
- Panel de expertos o profesionales: está formado por un grupo de personas o expertos en una materia determinada. Los estudios que se realizan utilizando un «panel de expertos» tienen por finalidad obtener ideas o confirmar planteamientos por la experiencia de personas con un gran bagaje profesional en el tema en cuestión. No son estudios de investigación cuantitativa de mercados, propiamente dicha, sino más bien una consulta o una técnica proyectiva.
- Panel de clientes: formado por personas que son clientes actuales o potenciales de una determinada empresa o marca. Los estudios que se realizan con este tipo de paneles son variados y contemplan tanto el diseño de la estrategia empresarial y de marketing (ej. posicionamiento competitivo, auditorías de marca, segmentación y especialización, ...), como estudios de tendencias y estilos de vida, estudios para el lanzamiento de nuevos productos o servicios o estudios ligados a iniciativas de fidelización. Los paneles de clientes pueden ser de minoristas (obtiene datos de compras, ventas y existencias de los establecimientos comerciales), de consumidores (estudian el consumo doméstico, en hostelería y en instituciones), o los paneles de audiencias (proporcionan datos sobre el seguimiento del público a un determinado programa o cadena de radio o televisión).
- Panel de internos: se trabaja con la finalidad de informar a los internos(empleados o trabajadores) lo más posible respecto al tema.

## Frecuencia de los paneles de investigación
Los estudios de mercado o investigación de mercados que se realizan mediante paneles tienen un carácter permanente frente a otras técnicas de investigación de mercados (como encuestas ómnibus, entrevistas en profundidad, test de producto, estudios ad-hoc...). Cada cierto tiempo (una vez al año, una vez al trimestre, una vez al mes...) se realiza una colección de encuestas utilizando la misma muestra o panel.

## Ventajas e inconvenientes de un panel de investigación
Las ventajas principales son:
- El esfuerzo de captación inicial se amortiza con el paso del tiempo, conforme se realizan nuevas «olas» de los estudios. Los paneles permanentes se consideran una técnica de investigación socialmente responsable, ya que reducen la necesidad de realizar encuestas "masivas" a la sociedad en general cada vez que se necesita obtener información cuantitativa de un determinado colectivo de personas.
- La información obtenida con un panel es muy objetiva.[2] Si el tamaño del panel es el adecuado (número de panelistas suficiente considerando el tamaño del universo o mercado objetivo que se quiere analizar), las conclusiones obtenidas de los estudios que se realicen contra el mismo, son conclusiones representativas. Es decir, extrapolables estadísticamente al conjunto del universo o mercado objetivo. En este sentido, es importante tener en cuenta que cualquier conclusión obtenida de un estudio de mercado representativo debe venir acompañada del error estadístico o representatividad ligado al diseño de dicho estudio.
- La información periódica que proviene del mismo grupo de personas proporciona la mejor estimación de las tendencias y los cambios en el mercado.

El principal inconveniente es que no proporciona información sobre aspectos cualitativos. Por ejemplo, un panel de consumidores puede proporcionar el consumo anual de yogur por persona, por familia..., con detalles de tamaño de envase, tipo de yogur... pero nunca mostrará la razón por la que el comprador está cambiando su gusto de un envase a otro, de un sabor a otro...

## Funcionamiento de un panel de investigación
1. Creación de un panel: esta fase requiere la identificación y captación de los que serán miembros del panel (o panelistas), de acuerdo con un determinado perfil establecido previamente. En este punto hay que tener en cuenta que un panel será de tanto más valor, cuanto más específico sea el perfil de sus panelistas.
2. Planificación del estudio: contempla la preparación de un briefing de objetivos y aspectos a investigar, la selección de la técnica de investigación a utilizar para contactar con los panelistas (encuesta personal, telefónica, correo electrónico, en línea...) y la planificación detallada de la ejecución del estudio.
3. Desarrollo del estudio: supone el contacto y obtención de la información deseada, directamente con los miembros del panel.
4. Análisis y conclusiones del estudio: utilizando las técnicas y herramientas estadísticas apropiadas. No debe ser una simple documentación o representación en gráficas de las conclusiones obtenidas, sino el fruto de un ejercicio intenso de análisis estadístico.
5. Administración y logística: habitualmente se envían detalles y pequeños regalos a los miembros de un panel de investigación, para agradecerles su colaboración en el estudio. Además, los panelistas tienen su ciclo de vida como tales, y periódicamente habrá que dedicar un esfuerzo a captar nuevos panelistas que sustituyan a aquellos que pierden esta condición (por ejemplo, porque dejan de ser clientes potenciales al adquirir el producto).

Todas las fases son igualmente importantes para la obtención de resultados coherentes y acordes a la realidad que se estudia.

## Los paneles y la Ley de Protección de Datos
- La Investigación de Mercados es una actividad que debe desarrollarse cumpliendo estrictamente con la legislación que directamente le afecta, ya que habitualmente implica trabajar con datos personales de los participantes en los estudios.
- La legislación vigente en España queda recogida en la LOPD, Ley Orgánica de Protección de Datos personales, que obliga al registro en la Agencia de Protección de Datos, de todos los paneles de investigación que tengan carácter permanente.